# دونالد شو (ملحن)
دونالد شو (بالإنجليزية: Donald Shaw)‏ هو ملحن بريطاني، ولد في 1967 في اسكتلندا في المملكة المتحدة.

## وصلات خارجية
- دونالد شو على موقع IMDb (الإنجليزية)
- دونالد شو على موقع ميوزك برينز (الإنجليزية)
- دونالد شو على موقع ديسكوغز (الإنجليزية)
- دونالد شو على موقع قاعدة بيانات الفيلم (الإنجليزية)